# Amak
Pour les articles ayant des titres homophones, voir Amaq et Hamac.
L'Amak est un volcan situé sur l'île Amak, dont il est le point culminant, dans les îles Aléoutiennes, aux États-Unis, à 1 000 km de la ville d'Anchorage en Alaska. Il se trouve à 50 km du volcan Frosty et près de la côte ouest de la péninsule d'Alaska, dans la mer de Bering,. C'est un stratovolcan composé d'andésite basaltique qui s'élève à 536 m d'altitude et appartient à l'arc des Aléoutiennes. Seuls les bateaux sont autorisés à accéder à l'île avec un certain permis.
Des coulées de lave en blocs s'écoulent de son sommet jusqu'à ses flancs. Trois éruptions historiques ont eu lieu, dont deux au cours du XVIIIe siècle, la dernière en 1796. La première éruption préhistorique aurait eu lieu il y a 4 000 à 5 000 ans.

## Géographie
L'Amak est un stratovolcan composé d'andésite basaltique qui s'élève à 536 m d'altitude. Il est entré en éruption au cours de l'histoire avec des coulées de lave dites « bloquées ». Les volcanologues Charles Wood et Jürgen Kienle estiment que l'activité antérieure, il y a 4 000 à 5 000 ans, consistait principalement en laves andésitiques. Le volcan Amak est unique parce que ses laves andésitiques, bien que de composition comparable aux autres volcans aléoutiens, contiennent également de la potasse. Elles pourraient aussi contenir plus de carbonate de sodium et plus de dépôts de terres rares. En comparaison avec l'île Bogoslof, l'autre île aléoutienne au nord de l'arc principal, les laves de l'Amak sont plus alcalines et siliceuses.
La glaciation a eu lieu autour du volcan environ 6 700 ans avant notre ère, creusant des vallées en forme de U. Sur le flanc sud-ouest de l'île, un cratère à fond plat avec un bord nettement renversé, probablement un maar, se trouve au milieu d'une plaine alluviale.

## Histoire
Le volcan Amak a connu trois éruptions au cours de l'histoire : il y a plus de 4 000 ans, de 1700 à 1710 et en 1796 ; le premier de ces événements a été identifié par la téphrochronologie. Chaque éruption a été caractérisée par des coulées de lave et les deux éruptions les plus récentes comprenaient une éruption de cratère,.

## Activités

### Accès
Cold Bay, la ville la plus proche de l'Amak, est facilement accessible par avion. L'île d'Amak n'est accessible que par bateau ; les avions ne sont pas autorisés à y atterrir. Des traversées en bateau privé à l'Amak sont organisées à Cold Bay mais, pour accéder aux îles Aléoutiennes, un permis du United States Fish and Wildlife Service est requis.

### Évaluation et prévention des risques
Dans un rapport datant de 2006 de l'Institut d'études géologiques des États-Unis concernant le programme Volcano Hazards Program dont l'objectif est de surveiller l'activité volcanique et d'évaluer les risques sur les populations, le volcan Amak est défini comme une cible de très haute priorité.